# 남목 목관비
남목 목관비(南牧 牧官碑)는 울산광역시 동구 목9길 13(서부동)에 있다. 2018년 1월 30일 울산 동구의 향토문화재 제10호로 지정되었다.

## 개요
감목관 윤졸과 목관 변정엽의 선정비이다.